# Lensmand
En lensmand er en forvalter af et len (vasal) udnævnt af den konge, hertug, biskop osv. (lensherre), som har lenshøjhed over lenet. I Danmark-Norge blev betegnelsen lensmand afløst af betegnelsen amtmand i 1662.

## Lensmændenes funktion
I midten af det 16. århundrede 1561 kom de kgl. privilegerede byer (købstæderne) i et underordnelsesforhold til de kongelige lensmænd; de kongelige befalinger blev hyppig meddelte købstadsøvrighederne gennem lensmændene, der også på Kongens Vegne toge del i købstadsøvrighedens beskikkelse. Den form for regulering supplerede de mange specielle Kongebreve, som blev udstedt af Danske Kancelli. Lensmændene optrådte på Kongens Vegne; mæglende i byernes tvistigheder, de førte tilsyn med rettens pleje i købstæderne, især hvad de offentlige sager angik, med udrustninger (af Skibe og Mandskab), der vare pålagte købstæderne; dog blev dette sidste også ofte besørget af særlige kommitterede. Ifølge Anordning af 1582 havde de desuden tilsyn med de gejstlige i købstæderne, havde Kirkerne og deres Indtægter i forsvar; fremdeles påså de ifølge særlig befaling, at visse love iagttoges i købstæderne, således om ret Mål og Vægt, Forbud mod Udførsel osv.

## Lensmændenes rettigheder og forpligtelser
Lensmanden havde i opdrag at indkræve Kronens afgifter i sit lens kreds og aflægge regnskab herfor. Til gengæld nød han med sin familie et personligt underhold på lensslottet eller lensgården foruden en række andre individuelt aftalte privilegier. Det var desuden deres opgave, når Kongen var på rejse, at opvarte majestæten så vel som hofsinderne og deres følge, ofte i fællesskab med den nærmeste købstad, som blev aflagt besøg. Når Kongen rejste i embeds medfør skulle lensmændene modtage ham, og i mange lensbreve var der fastsat et vist antal nætter, hvori de skulde beholde ham, og en lige pligt pålå også købstæderne, dog næppe alle. 
I Jylland nævnes alle købstæder som natteholdspligtige på Kolding, Skanderborg, Nibe og Løgstør nær. Det nattehold, der således skulde præsteres af en købstad, har naturligvis været regelbundet; almindelig var det een, undertiden to nætter; undertiden vare to købstæder, eller en lensmand og en købstad i kompagni om at præstere et hold. Når Kongen havde opbrugt disse nattehold på sin rejse, måtte han betale for sit ophold. Denne ubehagelighed anførte Frederik I som retfærdiggørelse for, at han opholdt sig mere i hertugdømmerne end her. 
Om de kgl. nathold, borglejer og Gjæsteri under Christian III og Frederik II og købstædernes forhold hertil, se Jacobsen: Historisk Tidsskrift II. S. 1 ff.
Selv hvor natteholdet var indskrænket til én nat, ansås det dog for en betydelig byrde på grund af det store følge, som Kongen førte med sig (ofte c. 200 personer), og som skulde huses og bespises. I en kgl. Anordning fordres således foder til 280 heste. Hvor det kunde ske, søgte købstæderne derfor at præstere en pengesum i stedet: 1561 har således Hjørring præsteret 80 Rd., Skagen og Thisted 150 Rd. hver i stedet for et hold. Ligeledes måtte købstæderne deltage i at befordre Kongen fra det ene sted til det andet, især pålå det dem at befordre kongen over vandet. Nattehold måtte præsteres ikke blot til Kongen, Dronningen og deres følge, men også til hofsinderne, der blev sendt ud alene, og de måtte huses og beværtes såvel af købstæderne som af lensmændene. Det var ikke usædvanligt, at følget delte sig, for at man kunde nyde alle de nattehold, man havde ret til at opkræve. 
En anden byrde, der påhvilede såvel købstæderne som lensmændene, var at ordne borgleje, dvs. sørge for fast indkvartering for enkelte kongelige hofsinder eller krigere; det var en måde, hvorpå en mere varig forsørgelse af disse personer kunne ordnes; således lagdes gamle personer af denne art i borgleje som en slags alderdomsforsørgelse for dem; ligeledes lå hofsinder eller krigsfolk i borgleje for nogen tid, når Kongen ikke behøvede deres tjeneste.

## Lensmanden som godsforvalter på de kongelige godser
De rettigheder, som lensmanden på Kronens vegne udøvede over selvejerbønder på Kronens godser kunne meget let give anledning til misbrug og undertrykkelse. Der var dog også vidnesbyrd om gode lensmænd, fx bestyrelsen af de kongelige godser i Odsherred. 
Vidnesbyrd om magtmisbrug haves fra den latinske Forordning 1282: »Alle Misbrug, der vare indførte mod Provindsens Love og Vedtægter, skulde afskaffes, især Bønderne ikke tvinges til at føre Kongens Victualier ud over Herredets Grændser, ikke til at bygge og istandsætte Møller, Gårde og Slotte videre, end fra gammel tid havde været Pligt, ikke til at levere Gæs og Høns o. s. v., mere end efter gammel Sædvane m. m.«
Lensmanden hæftede personligt for at regnskabet stemmede og var derfor ofte presset til at lægge flere afgifter eller arbejdsbyrder på gårdene for at få sit eget regnskab til at stemme. De lensborge, der var mest eftertragtede at bestyre var - efter Øresundstoldens indførelse - Kronborg og Helsingborg. Foruden gårde drev lensmanden også møller og fiskedamme, fx Kongens Møller ved Bjergsted- Andre årsager var de faktiske misbrug og undertrykkelser, der til dels var foranledigede ved det ubestemte i Landbolovenes affattelse, t. Ex. den almindelige og ubegrænsede hørigheds- og lydighedspligt, som bønderne var underlagt. 
Adelens birkeret samt hals- og håndsret kunde også jævnlig give anledning til udsugelser, som lensmanden ikke var herre for at gribe ind i. En vigtig årsag til fæstebøndernes slettere kår var sammenlægningen af bøndergods til større gårde, sædegårde] der blev drevet ved de omliggende fæstebønders hoveri.

## Norge
I Norge er lensmannen indehaveren af politimyndigheden i bygderne. Lensmannen er en mellemting mellem sognefoged og landbetjent. Lensmannsembedet (bondelensmændene) opstod i 1270'erne. 